# Římskokatolická farnost Myslív
Římskokatolická farnost Myslív je územním společenstvím římských katolíků v rámci sušickonepomuckého vikariátu českobudějovické diecéze.

## O farnosti
Plebánie ve vsi se poprvé připomíná v roce 1383. Tehdy měli patronát nad plebánií nepomučtí cisterciáci. Původně románský kostel, zasvěcený Nanebevzetí Panny Marie, byl později goticky a barokně přestavován. V současnosti nemá farnost sídelního duchovního správce a je administrována ex currendo z Nepomuku.
| Kostel                         | Místo   | Bohoslužba             | Bohoslužba             | Poznámka     |
| ------------------------------ | ------- | ---------------------- | ---------------------- | ------------ |
| Kostel Nanebevzetí Panny Marie | Myslív  | neděle čtvrtek         | 8.00 14.00             | farní kostel |
| Kaple                          | Polánka | neslouží se pravidelně | neslouží se pravidelně | obecní kaple |